# Haislan Veranes
Haislan Antonio Veranes García (ur. 4 marca 1983) – kanadyjski zapaśnik kubańskiego pochodzenia walczący w stylu wolnym. W 2004 wyemigrował z Kuby do Kanady, a obywatelem tego państwa jest od 2007 roku. Trzykrotny olimpijczyk. Szesnasty w Pekinie 2008; siódmy w Londynie 2012 w wadze 66 kg i jedenasty w Rio de Janeiro 2016 w kategorii 65 kg.
Piąty na mistrzostwach świata w 2010; ósmy w 2013. Trzeci na igrzyskach panamerykańskich w 2015. Czterokrotny medalista na mistrzostwach panamerykańskich, srebro w 2008 i 2009 roku.